# A4b
El A4b fue un misil balístico alemán derivado del V2. Básicamente se trataba de un V2 con alas.
Añadiendo alas al V2 el alcance podría haberse ampliado de 250 a 550 km mediante un descenso planeado. Las pruebas de V2 con alas empezaron a principios de 1940 y fueron exitosos. El proyecto inicialmente fue denominado A9, pero fue abandonado como tal en 1943. Fue resucitado más tarde, en 1944, bajo el nombre de A4b.
La trayectoria planeada para los A4b implicaba un lanzamiento con un apogeo de 29 km y luego un planeo estable a 20 km de altitud y a 1250 m/s. Al final del planeo el misil habría descendido a 5 km de altura y acabaría en un picado sobre el objetivo. La superficie total de las alas habría sido de 13,5 m². También se diseñó una versión tripulada que podría llegar a cualquier pista de aterrizaje en un radio de 600 km en tan solo 17 minutos, aterrizando a una velocidad de 160 km/h. Otra posibilidad considerada fue lanzar los A4b desde una catapulta como la usada con los A1, añadiendo una velocidad de 350 m/s y extendiendo el alcance del misil.

## El túnel de viento de Peenemunde
Los estudios con el A4b habrían ido mucho más lentos (o no habrían tenido lugar) si no fuera por la puesta en marcha del túnel de viento de las instalaciones de Peenemünde (que llegó a usarse una media de 500 horas por mes), donde se conseguían flujos supersónicos con los que estudiar la aerodinámica del A4.
El mecanismo para conseguir el flujo supersónico consistía en tanques de vacío de 1000 m³ de donde se podía bombear el 98% del aire en cinco minutos mediante tres conjuntos de bombas de vacío dobles. Cuando se permitía el paso del aire a los tanques de vacío, se producía un flujo con una velocidad de entre mach 1,12 y mach 4 durante unos 20 s . En el túnel cabían modelos de hasta 5 cm de diámetro y 40 cm de longitud.
Los estudios demostraron que en la barrera del sonido la resistencia del aire se incrementaba en un 70% y que la forma básica del A4 era correcta. Tras gran cantidad de pruebas y errores, se determinó que la mejor forma para las alas era la trapezoidal.

## 27 de diciembre de 1944
Primer lanzamiento de prueba de un A4b desde Peenemunde. A los 30 metros de altura el timón falló y el misil se estrelló a poca distancia de la rampa de lanzamiento. 

## 8 de enero de 1945
Segundo lanzamiento de prueba. Falló de un modo similar al anterior.

## 24 de enero de 1945
Primer lanzamiento exitoso, y último, de un A4b. Alcanzó una altitud de 80 km y 1200 m/s de velocidad para después volar de manera estable a velocidad supersónica. El sistema de guiado fue diseñado para mantener el curso a velocidades tanto supersónicas como subsónicas. Poco después de iniciar el vuelo por planeo, una de las alas se rompió.

## Características
- Empuje: 312 kN
- Altura máxima: 85 km
- Masa total: 12.800 kg
- Diámetro: 1,65 m
- Longitud: 13,6 m